# سنگ‌نوشته بابلی پی‌بنای دیوار جنوبی تخت جمشید
سنگ‌نوشته بابلی پی‌بنای دیوار جنوبی تخت جمشید یکی از چهار کتیبه پی‌بنای دیوار جنوبی تخت جمشید است. این کتیبه به خط بابلی می‌باشد. تعداد سطور این سنگ نبشته ۲۴ سطر است. موضوع سنگ نبشته که به دستور داریوش بزرگ ساخته شده‌است، ستایش اهورامزدا، اعطاء پادشاهی از اهورامزدا به داریوش بزرگ، گستردگی سرزمین پارس، آرزوی پایندگی برای پادشاهی و کاخ‌های داریوش بزرگ می‌باشد.

## جایگاه

جایگاه کتیبه های پی‌بنای دیوار جنوبی تخت جمشید. از چپ به راست: پارسی، پارسی، عیلامی و بابلی. →شرق و غرب←

جایگاه کتیبه های پی‌بنای دیوار جنوبی تخت جمشید. از چپ به راست: پارسی، پارسی، عیلامی و بابلی